# Lant Carpenter
Lant Carpenter (2 septembre 1780 - 5 ou 6 avril 1840) est un éducateur anglais et ministre unitarien.

## Jeunesse
Lant Carpenter est né à Kidderminster, le troisième fils de George Carpenter et de sa femme Mary Hooke ,. Il est baptisé le 2 septembre 1780 à Kidderminster. Ses parents se séparent après la faillite de l'entreprise de son père, et Nicholas Pearsall, tuteur de sa mère et unitarien, veille à son éducation. Pendant deux ans à partir de l'âge de 13 ans, il est à Stourbridge, avec comme professeur son oncle le révérend Benjamin Carpenter, retournant ensuite à Kidderminster où il est dans une école fondée par Pearsall, avec William Blake. Après quelques mois à la Northampton Academy sous la direction de John Horsey, Carpenter est transféré à l'Université de Glasgow puis rejoint le ministère ,. Après une courte période en tant que maître assistant dans une école unitarienne près de Birmingham, en 1802, il est nommé bibliothécaire à l'Athenaeum de Liverpool .

## Ministre
En 1805, Carpenter devient curé d'une chapelle à Exeter. Il s'installe à Bristol en 1817, pour occuper un poste de ministre à la chapelle unitarienne de Lewin's Mead. À Bristol et à Exeter, il est également engagé dans des travaux scolaires, parmi ses élèves de Bristol figurent Harriet et James Martineau, Samuel Greg et John Bowring de la Westminster Review.
Lant Carpenter fait beaucoup pour élargir l'esprit de l'unitarisme anglais. Il croit à la légalité essentielle de la création. Cela signifie que les causes naturelles sont l'explication du monde tel que nous le trouvons. Le rite du baptême lui parait une superstition et il lui substitue une forme de dédicace infantile .

## Dernières années
La santé de Carpenter se détériore en 1839 et il lui est recommandé de voyager. Il se noie le 5 ou le 6 avril 1840, après être tombé par-dessus bord du bateau à vapeur dans lequel il voyageait de Livourne à Marseille. Son corps s'échoue environ deux mois plus tard près du Porto d'Anzio et est enterré sur la plage .

## Travaux
En 1820, Carpenter écrit An Examination of the Charges made Against Unitars and Unitarism. Une collection de ses sermons est publiée en 1840 sous le titre Sermons on Practical Subjects . Pour Cyclopædia de Rees, il contribue aux articles sur l'éducation, vol 12, (1809); Langue, Vol 20, (1812) ; et Philosophie mentale et morale, Vol 23, (1812/13).
Bibliographie
- 1806 : Lant Carpenter, An Introduction to the Geography of the New Testament[8] : Il a publié en 1806 un manuel populaire de géographie du Nouveau Testament[9],[10]. ( Levant map sur Google Livres  PA4, sur Google Livres )
- 1819 : George Paxton (Rév), Illustrations des Saintes Écritures : en trois parties[11].
1. De la géographie de l'Est[12].
2. De l'histoire naturelle de l'Orient[13],[14].
3. Des coutumes des nations anciennes et modernes[14].

Une introduction à la géographie du Nouveau Testament : comprenant un arrangement géographique des lieux mentionnés dans le Nouveau Testament ; Avec une brève déclaration de la connexion dans laquelle ils se produisent respectivement. Avec plusieurs cartes. Par Lant Carpenter, LL. D.  [ Imprimé pour accompagner les "Illustrations des Saintes Écritures" de Paxton. ] ( Image titre ) ( Levant map sur Google Livres  RA1-PA51, sur Google Livres)

## Famille
Lant Carpenter épouse Anna ou Hannah Penn, fille de John Penn et Mary, en 1806 à Worcester. Anna est baptisée le 11 mai 1787 à Bromsgrove, Worcester .
Ils ont :
1. Mary Carpenter est née le 3 avril 1807 à Exeter. Elle meurt le 14 juin 1877 et est enterrée à Arno's Vale, Bristol. Mary est la fondatrice du mouvement des ragged school[17].
2. Anna Carpenter, née le 17 septembre 1808.
3. Susan Carpenter, née le 19 avril 1811.
4. William Benjamin Carpenter est né le 29 octobre 1813 à Exeter. Il meurt le 19 novembre 1885 à Londres et est enterré au cimetière de Highgate.
5. Russell Lant Carpenter est né en 1816 à Kidderminster et est baptisé dans le Devonshire. Il meurt en 1892.
6. Philip Pearsall Carpenter est né le 4 novembre 1819 à Bristol, Somerset, Angleterre. Il meurt le 24 mai 1877 à Montréal, Québec, Canada, de la fièvre typhoïde. Il est un ministre ordonné et un conchyliologue réputé.